# Samardžič
Samardžič je priimek več znanih Slovencev:
- Alma Samardžič, orodna telovadka
- Miral Samardžič (*1987), nogometaš